# Ember Snow
Ember Snow (Riad, 27 de febrero de 1991) es una actriz pornográfica y modelo erótica estadounidense de origen filipino.

## Biografía
Nació en Riad, capital de Arabia Saudí, en febrero de 1991, en el seno de una familia emigrante procedente de las islas Filipinas. Vivió en el país árabe hasta los nueve años, cuando se mudó con su familia hasta California (Estados Unidos). Se crio en una familia conservadora, sesgo que se vio complicado por sus raíces filipinas, destacando que su posterior carrera pornográfica estaba mal vista en el país de origen de sus padres.
Debutó tardíamente en la industria pornográfica, haciéndolo en mayo de 2017, cuando contaba 26 años de edad, siendo su primera escena One Hot Rubdown, producida para la web Happy Tugs y distribuida por Reality Kings.
Como actriz, ha trabajado con estudios como Evil Angel, Mofos, Wicked Pictures, Elegant Angel, 3rd Degree, Girlsway, Reality Kings, Hustler, Girlfriends Films, Brazzers, Sweetheart Video, Tushy, Devil's Film, Zero Tolerance o Hard X, entre otros.
Precisamente, sería con el estudio Hard X con el que rodaría en 2019 su primera escena de sexo anal, con Ramón Nomar, por Asian Anal 3. Anteriormente, en 2017, para Sweetheart Video, había grabado la misma escena, en temática lésbica, junto a Christiana Cinn, en la película Lesbian Anal 2, dirigida por Dana Vespoli.
En 2019 recibió sus primeras nominaciones en el circuito profesional de la industria, destacando por conseguir el reconocimiento en los Premios AVN en las categorías de Mejor escena de sexo lésbico en grupo por Carnal y de Mejor escena de sexo en realidad virtual por VRB World Cup 2018. Por este trabajo también recibió una nominación en los Premios XBIZ en la categoría homónima, así como otra, en la misma, por A Bachelor Party Orgy to Remember. Volvió a ser nominada en el 2020 en los AVN en la categoría recién creada de Mejor escena de sexo con transexual por Trans-Visions 15, junto a Chanel Santini.
En febrero de 2019 también fue elegida Cherry of the Month del sitio web Cherry Pimps.
Ha rodado más de 530 películas como actriz.

## Premios y nominaciones
| Año  | Ceremonia     | Resultado | Premio                                    | Trabajo                           |
| ---- | ------------- | --------- | ----------------------------------------- | --------------------------------- |
| 2019 | Premios AVN   | Nominada  | Mejor escena de sexo lésbico en grupo     | Carnal                            |
| 2019 | Premios AVN   | Nominada  | Mejor escena de sexo en realidad virtual  | VRB World Cup 2018                |
| 2019 | Premios XBIZ  | Nominada  | Mejor escena de sexo en realidad virtual  | VRB World Cup 2018                |
| 2019 | Premios XBIZ  | Nominada  | Mejor escena de sexo en realidad virtual  | A Bachelor Party Orgy to Remember |
| 2019 | Urban X Award | Nominada  | Artista anal                              | —                                 |
| 2020 | Premios AVN   | Nominada  | Mejor escena de sexo con transexual       | Trans-Visions 15                  |
| 2022 | Premios XBIZ  | Nominada  | Mejor escena de sexo en película vignette | Lies We Tell                      |
| 2022 | Premios XBIZ  | Nominada  | Mejor escena de sexo transexual           | What Others May Think             |
| 2025 | Premios AVN   | Nominada  | Mejor escena de sexo en grupo             | Sinners Anonymous                 |